# WASP-11 b/HAT-P-10 b
WASP-11b/HAT-P-10b — экзопланета, обнаруженная в 2008 году. Об открытии было объявлено в пресс-релизе SuperWASP (где она фигурировала как WASP-11b) вместе с планетами WASP-6b — WASP-15b, однако в релизе не были указаны никакие данные для подтверждения открытия. 26 сентября 2008 года на arXiv.org был опубликован препринт проекта HATNet, описывающий планету HAT-P-10b. В этот же день было подтверждено, что планеты WASP-11b и HAT-P-10b являются одним и тем же объектом, а группы, совершившие открытие, согласились на комбинированное название.
Планета относится к горячим юпитерам. Её размер примерно такой же, как у Юпитера, а масса — вдвое меньше.